# Victor Vodnik
Victor Francisco Vodnik (Whittier, California, 9 de octubre de 1999) es un jugador profesional estadounidense de béisbol que se desempeña en la posición de lanzador en Colorado Rockies, equipo de las Grandes Ligas de Béisbol (MLB).

## Carrera
Fue seleccionado en la 14.ª ronda en el Draft de la MLB de 2018. En 2023 hizo su debut profesional con el equipo Colorado Rockies, donde lleva jugando dos temporadas.